# Campionat d'Europa d'hoquei sobre herba femení
El Campionat d'Europa d'hoquei sobre herba femení (oficialment en anglès: Women's EuroHockey Nations Championship) és una competició internacional d'hoquei sobre herba femení organitzat per la Federació Europea d'Hoquei (EHF). De caràcter bianual, se celebrà per primer cop el 1984 i hi participen les vuit millors seleccions nacionals europees, d'acord amb la seva classificació en les edicions anteriors. És la màxima divisió de l'EuroHockey Championships. Quan el torneig se celebra prop dels Jocs Olímpics d'estiu o de la Copa del Món d'Hoquei Femení, el guanyador del torneig rep un lloc en aquestes competicions.
El torneig es juga en divisions formades normalment per vuit equips. La màxima divisió, que conté els vuit millors equips nacionals, s'anomena EuroHockey Nations Championship, per sota del qual hi ha l' EuroHockey Championship II, després l' EuroHockey Championship III, després l'EuroHockey Championship IV, etc.
Suposant que les divisions consisteixen en els 8 equips estàndard, els equips es divideixen en dos grups de quatre equips. A cada grup (pool A i B) els equips juguen un partit contra cadascun dels altres equips del seu grup (tres en total). A continuació, els equips juguen partits de classificació en funció de la seva classificació relativa d'aquests partits de grup per determinar la seva posició final al torneig.

## Historial
| En negreta = Selecció campiona (prò.) = Pròrroga (s.o.) = Penals shoot-out |

| I    | 1984 | Països Baixos | 2–0             | Unió Soviètica | Alemanya Occidental | 1–0             | Anglaterra          | Lilla           |       |
| II   | 1987 | Països Baixos | 2–2 (3–1, s.o.) | Anglaterra     | Unió Soviètica      | 2–1             | Alemanya Occidental | Londres         |       |
| III  | 1991 | Anglaterra    | 2–1             | Alemanya       | Unió Soviètica      | 3–2             | Països Baixos       | Brussel·les     |       |
| IV   | 1995 | Països Baixos | 2–2 (4–1, s.o.) | Espanya        | Alemanya            | 1–0             | Anglaterra          | Amsterdam       | [ 2 ] |
| V    | 1999 | Països Baixos | 2–1             | Alemanya       | Anglaterra          | 5–0             | Rússia              | Colònia         |       |
| VI   | 2003 | Països Baixos | 5–0             | Espanya        | Alemanya            | 3–1             | Anglaterra          | Barcelona       | [ 3 ] |
| VII  | 2005 | Països Baixos | 2–1             | Alemanya       | Anglaterra          | 4–0             | Espanya             | Dublín          |       |
| VIII | 2007 | Alemanya      | 2–0             | Països Baixos  | Anglaterra          | 3–2             | Espanya             | Manchester      |       |
| IX   | 2009 | Països Baixos | 3–2             | Alemanya       | Anglaterra          | 2–1             | Espanya             | Amstelveen      |       |
| X    | 2011 | Països Baixos | 3–0             | Alemanya       | Anglaterra          | 2–1             | Espanya             | Mönchengladbach |       |
| XI   | 2013 | Alemanya      | 4–4 (2–0, s.o.) | Anglaterra     | Països Baixos       | 3–1             | Bèlgica             | Boom            |       |
| XII  | 2015 | Anglaterra    | 2–2 (3–1, s.o.) | Països Baixos  | Alemanya            | 5–1             | Espanya             | Londres         |       |
| XIII | 2017 | Països Baixos | 3–0             | Bèlgica        | Anglaterra          | 2–0             | Alemanya            | Amstelveen      |       |
| XIV  | 2019 | Països Baixos | 2–0             | Alemanya       | Espanya             | 1–1 (3–2, s.o.) | Anglaterra          | Anvers          |       |
| XV   | 2021 | Països Baixos | 2–0             | Alemanya       | Bèlgica             | 3–1             | Espanya             | Amstelveen      |       |
| XVI  | 2023 | Països Baixos | 3–1             | Bèlgica        | Alemanya            | 3–0             | Anglaterra          | Mönchengladbach |       |
| XVII | 2025 |               |                 |                |                     |                 |                     |                 |       |